# برودكت هنت
برودكت هنت (بالإنجليزية: Product Hunt)‏ موقع ويب يتيح للمستخدمين مشاركة واكتشاف منتجات جديدة. تم تأسيس الموقع من قبل ريان هوفر في نوفمبر 2013 ، مدعوم من واي كومبناتور. حيث يصوت المستخدمون على المنتجات المدرجة يومياً في شكل خطي، كما يتضمن الموقع نظام تعليقات ونظام تصويت مشابهًا لريديت ، فترتفع المنتجات التي حصلت على أعلى عدد من الأصوات إلى أعلى القائمة كل يوم.
يتم تنظيم المنتجات في أربع فئات: منتجات تقنية (تطبيقات الويب ، وتطبيقات الجوال ، والأجهزة...) ، والألعاب (سواء كانت على الكمبيوتر الشخصي أوالويب أوتطبيقات الجوال) والكتب والبودكاست.
كما يتضمن الموقع أيضًا قائمة بريد إلكتروني يومية ترسل المنتجات البارزة كما يتوفر إصدار من الموجز أيضًا للألعاب والكتب.

## متاجر الهاتف
يتوفر أيضًا برودكت هنت كتطبيق iOS وتطبيق لأجهزة الماك MacOS وإضافة جوجل كروم مع تطبيق أندرويد مخطط له.

## الاستحواذ
في نوفمبر 2016 ، حصلت AngelList على برودكت هنت مقابل 20 مليون دولار.
في فبراير 2018 ، أصدر Product Hunt تطبيقًا جديدًا لتجميع الأخبار التقنية يسمى "Sip". تم إغلاق Sip في عام 2019.
في يوليو 2019 ، أطلقت الشركة "Launch Day" لمساعدة المستخدمين على مراقبة إطلاقهم بالكامل في الوقت الفعلي.
في أكتوبر 2020 ، أعلنت الشركة عن جوش باكلي ، المستثمر الملاك ومؤسس Mino Games ، كرئيس تنفيذي جديد لها.
في أغسطس 2021 ، أعلنت الشركة ، المدير العام السابق ، أشلي هيغينز ، كرئيس تنفيذي جديد لها.